# Costituzione francese del 1958
La Costituzione francese del 4 ottobre 1958 è l'attuale costituzione della Francia, che ha sancito l'inizio della Quinta Repubblica. Il testo, redatto da un'apposita commissione nominata da Charles de Gaulle, era stato approvato a larga maggioranza dall'elettorato il 28 settembre precedente. 
Il sistema di governo descritto da questa carta è quello della repubblica semipresidenziale. Il tratto fondamentale della nuova Costituzione sta nel superamento del parlamentarismo, ritenuto causa di inefficienza nella gestione politica del paese, e nel conseguente rafforzamento dell'esecutivo e nella centralità del ruolo svolto dal Presidente della Repubblica.

## Genesi storica
Il 24 maggio i golpisti presero possesso della Corsica senza spargimenti di sangue e annunciarono che un'operazione dello stesso tipo avrebbe avuto luogo a Parigi se il presidente René Coty non avesse attribuito a De Gaulle l'incarico di formare un governo di unità nazionale investito di poteri straordinari per prevenire "l'abbandono dell'Algeria". Per scongiurare la minaccia di un colpo di Stato, il Presidente del Consiglio Pflimlin preferì passare la mano a De Gaulle, il quale accettò di assumere il potere nel rispetto della legalità repubblicana, ma pretese di poter modificare la Costituzione. Perciò, nella notte tra il 2 e il 3 giugno, si votò la modifica dell'art. 90, per attribuire al nuovo Capo del Governo poteri straordinari per un periodo di sei mesi. Sottoposta al voto popolare il 28 settembre 1958, la nuova Costituzione fu approvata a grande maggioranza e promulgata il 4 ottobre dello stesso anno.

## Preambolo
Nel preambolo della Costituzione si afferma: «il popolo francese proclama solennemente la sua fedeltà ai diritti dell'uomo ed ai principi della sovranità nazionale così come sono stati definiti dalla dichiarazione del 1789, confermata ed integrata dal preambolo della Costituzione del 1946. Sulla base di tali principi e di quello della libera determinazione dei popoli, la Repubblica offre ai territori d'oltremare, che manifestano la volontà di aderirvi, nuove istituzioni fondate sull'ideale comune di libertà, di eguaglianza e di fraternità, e concepite in vista della loro evoluzione democratica».

## La forma di governo: le scelte dei Costituenti
Secondo la dottrina comparatistica maggioritaria la Costituzione francese del 1958, razionalizzando la forma di governo parlamentare, ha finito per introdurre una nuova forma di governo: il semi-presidenzialismo.
Duverger ha posto in evidenza la presenza nella Costituzione della V Repubblica di «tre strati successivi, tre sedimenti sovrapposti» corrispondenti ad altrettante concezioni della forma di governo.
Per prima cosa vi è lo strato di De Gaulle, che si ricollega all'idea enunciata nel discorso di Bayeux di un sistema incentrato sul Presidente della Repubblica. L'obiettivo del generale era quello di configurare un presidente forte, la traduzione in termini giuridici del ruolo che egli stesso pensava di dover svolgere all'interno del regime francese.
In secondo luogo, vi è lo strato legato alle idee del Ministro della Giustizia Debré, il quale guarda al modello Westminster, pur nella consapevolezza della profonda diversità nella situazione di partenza del sistema dei partiti. Precisamente, il padre della Costituzione gollista è favorevole ad un rafforzamento del Primo Ministro, chiamato a «dirigere l'azione del Governo» (art. 21).
Infine, vi è lo strato dei Ministri non gollisti del Governo de Gaulle. Specialmente gli ex Presidenti del Consiglio della IV Repubblica Pfimlin e Mollet erano particolarmente convinti della necessità di proteggere il Governo nella regolamentazione del rapporto fiduciario.

## Modifiche costituzionali
Nel tempo, la Costituzione è stata oggetto di 25 revisioni costituzionali. In particolare:
- 11/1962 – Elezione del Presidente della Repubblica a suffragio universale
- 12/1963 – Sessione parlamentare
- 10/1974 – Possibilità per 60 deputati o 60 senatori di deferire una legge al Consiglio costituzionale
- 06/1976 – Interim della Presidenza della Repubblica
- 06/1992 – Disposizioni per l'attuazione del Trattato di Maastricht (Unione economica e monetaria, voto dei cittadini europei alle elezioni municipali, politica comune dei visti); lingua francese, leggi organiche relative ai TOM, risoluzioni parlamentari sugli atti comunitari
- 07/1993 – Responsabilità penale dei Ministri (creazione della Corte di Giustizia della Repubblica)
- 11/1993 – Diritto di asilo
- 08/1995 – Sessione parlamentare unica (dal primo giorno lavorativo di ottobre all'ultimo giorno lavorativo di giugno), disciplina delle “immunità” parlamentari e allargamento delle possibilità di ricorso al referendum
- 02/1996 – Legge di finanziamento della previdenza sociale
- 07/1998 – Avvenire della Nuova Caledonia
- 01/1999 – Disposizioni per l'attuazione del Trattato di Amsterdam
- 07/1999 – Disposizioni per il riconoscimento della Corte penale internazionale, disposizioni relative all'uguaglianza tra uomini e donne
- 10/2000 – Durata del mandato del Presidente della repubblica (da 7 a 5 anni)
- 03/2003 – Mandato d'arresto europeo
- 03/2003 – Organizzazione decentralizzata della Repubblica
- 03/2005 – Trattato istitutivo di una Costituzione europea
- 03/2005 – Carta dell'Ambiente
- 02/2007 – Corpo elettorale della Nuova Caledonia
- 02/2007 – Responsabilità del Presidente della repubblica
- 02/2007 – Divieto della pena di morte in Francia
- 07/2008 – Modernizzazione delle istituzioni della Quinta Repubblica francese
- 03/2024 – Rafforzamento del diritto di interruzione volontaria di gravidanza